# Mistrzostwa Europy w Strzelaniu do Rzutków 1965
Mistrzostwa Europy w Strzelaniu do Rzutków 1965 – dziesiąte mistrzostwa Europy w strzelaniu do rzutków. Odbyły się one w Lizbonie.
Rozegrano sześć konkurencji seniorskich (w tym dwie dla kobiet) i przynajmniej trzy konkurencje dla juniorów. W klasyfikacji medalowej najlepsi okazali się reprezentanci Związku Radzieckiego.

## Klasyfikacja medalowa
Klasyfikacja nie uwzględnia medalistów w konkurencjach juniorskich.
| Pozycja | Kraj    | Złoto | Srebro | Brąz | Łącznie |
| ------- | ------- | ----- | ------ | ---- | ------- |
| 1       | ZSRR    | 3     | 2      | 1    | 6       |
| 2       | Włochy  | 2     | 1      | 1    | 4       |
| 3       | Francja | 1     | 0      | 0    | 1       |
| 4       | RFN     | 0     | 2      | 0    | 2       |
| 5       | Belgia  | 0     | 1      | 2    | 3       |
| 6       | Liban   | 0     | 0      | 1    | 1       |
| 6       | Szwecja | 0     | 0      | 1    | 1       |

## Wyniki

### Mężczyźni
| Konkurencja      | Złoto                                                     | Wynik    | Srebro           | Wynik    | Brąz             | Wynik    |
| Skeet            | Nikołaj Durniew                                           | 195 pkt. | Haymo Rethwisch  | 193 pkt. | Lennart Standar  | 191 pkt. |
| Skeet, drużynowo | ZSRR Nikołaj Durniew ...                                  |          | RFN              |          | Belgia           |          |
| Trap             | Silvano Canonico                                          | 290 pkt. | Ennio Mattarelli | 290 pkt. | Galliano Rossini | 289 pkt. |
| Trap, drużynowo  | Włochy Silvano Canonico Ennio Mattarelli Galliano Rossini |          | ZSRR             |          | Liban            |          |

### Kobiety
| Konkurencja | Złoto             | Wynik    | Srebro               | Wynik    | Brąz             | Wynik    |
| Skeet       | Kławdija Smirnowa | 134 pkt. | Nadine Story         | 121 pkt. | Francine Wauters | 120 pkt. |
| Trap        | Michèle Delaire   | 180 pkt. | Walentina Gierasinia | 180 pkt. | Wiera Wierigina  | 179 pkt. |

### Juniorzy
Zestawienie medalistów w konkurencjach juniorskich jest niepełne.
| Konkurencja      | Złoto            | Wynik       | Srebro                                      | Wynik    | Brąz             | Wynik       |
| Skeet            | Bogdan Marinescu | 143 pkt.    | Gheorghe Sencovici                          | 142 pkt. | brak danych      | brak danych |
| Skeet, drużynowo | brak danych      | brak danych | Rumunia Bogdan Marinescu Gheorghe Sencovici |          | brak danych      | brak danych |
| Trap             | Denis Veneny     | 184 pkt.    | Witalij Tołmaczew                           | 180 pkt. | Dominique Veneny | 170 pkt.    |